# Jeanette Borhyova
Jeanette Borhyova (Bratislava, Eslovaquia, 12 de septiembre de 1992) es una modelo eslovaca, ganadora del concurso Miss Eslovaquia 2013 y representó a su país en Miss Universo 2013.

## Miss Universo 2013
Como ganadora de Miss Eslovaquia, Jeanette Borhyova representó Eslovaquia en Miss Universo 2013.